# Velké Dvorce
Velké Dvorce (německy Groß Meierhöfen) jsou vesnice, část města Přimda v okrese Tachov v Plzeňském kraji. Nachází se asi 2,5 kilometru severovýchodně od Přimdy. Velké Dvorce jsou také název katastrálního území o rozloze 3,07 km².

## Historie

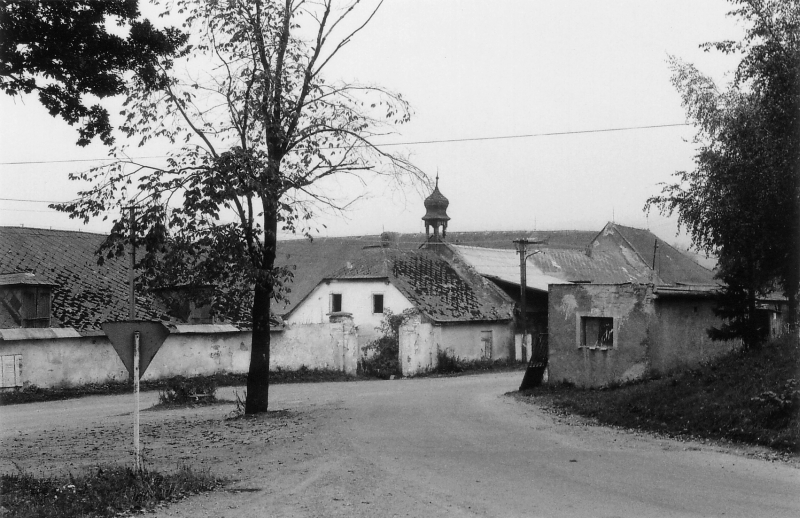
Kravín státního statku ve Velkých Dvorcích (1985)

První písemná zmínka o vesnici pochází z roku 1591.

## Přírodní poměry
Na západě od vsi pramení řeka Úhlavka, největší z rybníků se jmenuje Peklo. Jižně od obce je flusárna (označení pro místo, kde se vyráběl draslík pro sklárny).

## Obyvatelstvo
| Rok            | 1869 | 1880 | 1890 | 1900 | 1910 | 1921 | 1930 | 1950 | 1961 | 1970 | 1980 | 1991 | 2001 | 2011 | 2021 |
| -------------- | ---- | ---- | ---- | ---- | ---- | ---- | ---- | ---- | ---- | ---- | ---- | ---- | ---- | ---- | ---- |
| Počet obyvatel | 281  | 258  | 261  | 245  | 285  | 263  | 235  | 167  | 171  | 169  | 145  | 195  | 222  | 266  | 218  |
| Počet domů     | 30   | 35   | 30   | 36   | 39   | 40   | 43   | 35   | 30   | 36   | 38   | 45   | 49   | 50   | 51   |

## Obecní správa
Při sčítání lidu v letech 1850–1979 Velké Dvorce byly samostatnou obcí v okrese Tachov. Od 1. ledna 1980 jsou částí města Přimda v okrese Tachov. V letech 1961–1971 k obci patřily Jadruž a Malé Dvorce a v letech 1961–1979 také Kundratice.

## Doprava
Prochází zde silnice II/605, jež byla do dostavby dálnice D5 hlavním tahem mezi Plzní a hraničním přechodem Rozvadov, takže fronta kamionů a aut před serpentinami a hraničním přechodem v devadesátých letech mnohdy sahala až do vsi. Po roce 1989 zde několik let fungoval i motorest Černý kůň a krátce hotel Bílý dům, obě nové stavby vyhořely.

## Pamětihodnosti
Barokní zámek Velké Dvorce nechal založit Jan Václav Novohradský z Kolovrat v poslední čtvrtině sedmnáctého století. Později patřil Libštejnským z Kolovrat a po nich Kolowrat-Krakowským. Dochovanou novobarokní podobu získal během rekonstrukce v letech 1907–1910. V jeho areálu založil hrabě Krakovský z Kolovrat filmové ateliéry, ze kterých po přestěhování do Vídně vznikla produkční společnost Sascha-Filmfabrik. Severně od hlavní silnice se nachází zámecký park a po jeho obou stranách rozsáhlé ovocné sady.